# Vụ Hoa Kỳ đề nghị mua Greenland
Kể từ năm 1867, Hoa Kỳ đã cân nhắc và nhiều lần tỏ ý định mua lại đảo Greenland từ Đan Mạch, như đã họ đã từng thực hiện đối với Tây Ấn thuộc Đan Mạch vào năm 1917. Trong khi Greenland vẫn là một lãnh thổ tự trị trong Vương quốc Đan Mạch, một hiệp ước năm 1951 trao cho Hoa Kỳ nhiều quyền kiểm soát đối với hoạt động phòng thủ của Greenland.

## Lý do

### Lịch sử ban đầu về tuyên bố chủ quyền ở Greenland
Năm 1261, các thuộc địa Bắc Âu ở miền nam Greenland chấp nhận quyền thống trị của Na Uy. Mặc dù các thuộc địa này đã giải thể vào thập niên 1400, Na Uy vẫn không từ bỏ các tuyên bố chủ quyền của Na Uy đối với Greenland và tiếp tục được Đan Mạch-Na Uy khẳng định sau khi liên minh các vương quốc Đan Mạch và Na Uy vào năm 1537. Bắt đầu từ năm 1721, các nhà truyền giáo và thương nhân từ Đan Mạch-Na Uy bắt đầu tái chiếm miền nam Greenland. Năm 1775, Đan Mạch-Na Uy tuyên bố Greenland là xứ thuộc địa. Cùng với tất cả các quốc gia phụ thuộc khác của Na Uy, Greenland chính thức được chuyển từ Na Uy sang Đan Mạch theo Hiệp ước Kiel vào năm 1814 và Đan Mạch bắt đầu cố gắng xâm chiếm toàn bộ hòn đảo vào thập niên 1880.

## Các đề nghị

### Thế kỷ 21

Bản đồ minh họa các vị trí của Hoa Kỳ (màu cam) và Greenland (màu xanh lá cây)

Hoa Kỳ, Nga và Trung Quốc tăng cường chú ý đến Greenland và địa chính trị Bắc Cực vào đầu thế kỷ 21. Ngoại trưởng Mỹ Hillary Clinton và người đồng cấp Nga Sergey Lavrov đã tham dự cuộc họp năm bộ 5 Bắc Cực năm 2010. Rasmus Nielsen của Đại học Greenland cho biết vào năm 2019, "Trong vài năm qua, chúng ta có thể thấy sự tập trung và tham gia lớn hơn mà Hoa Kỳ muốn có [ở Greenland]. Quý vị có thể cảm thấy rằng Hoa Kỳ đang thực sự thức tỉnh" trước thực tế Bắc Cực – một phần vì Nga, một phần vì Trung Quốc".

#### Hoa Kỳ

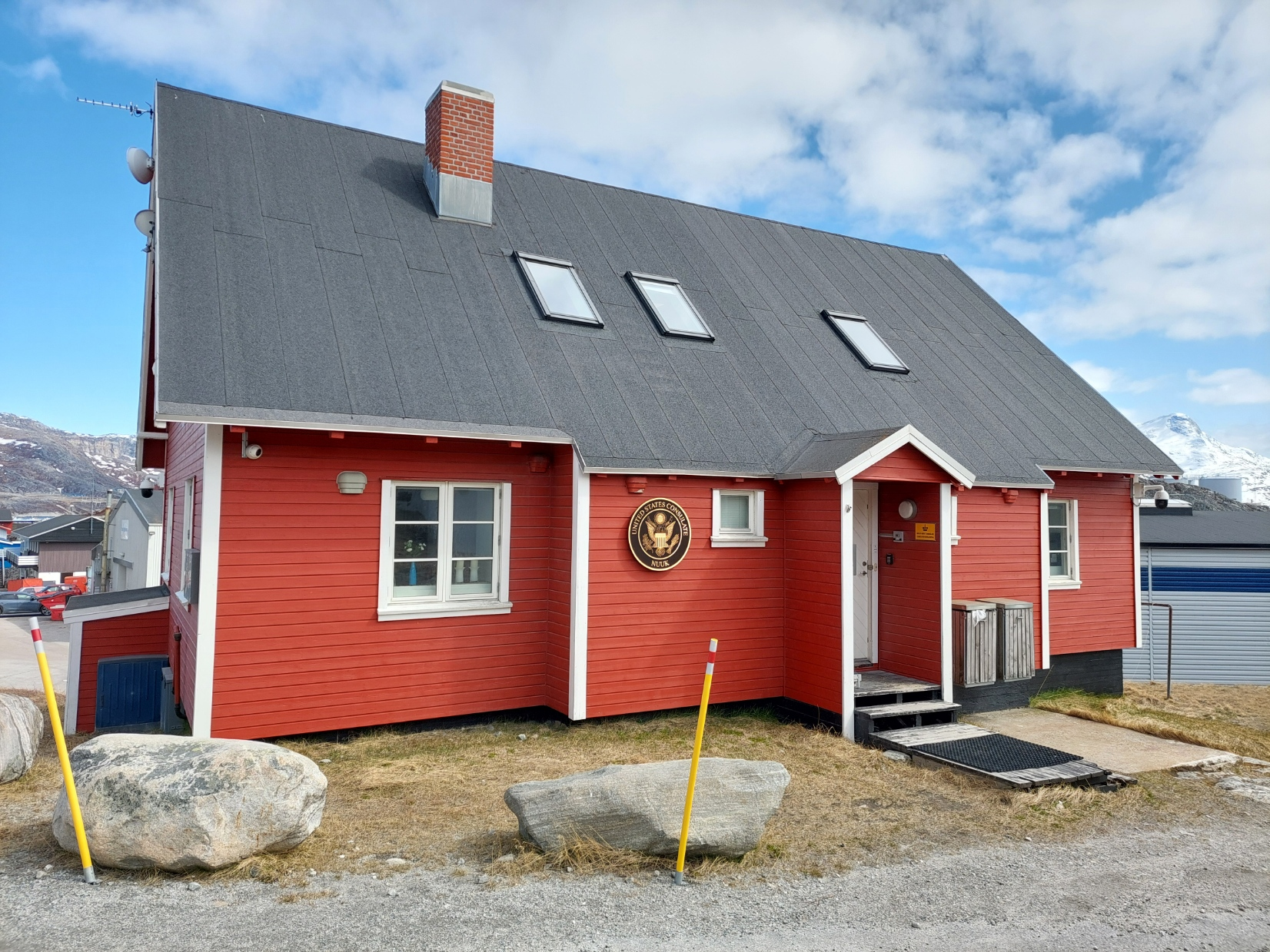
Năm 2020, Hoa Kỳ mở lãnh sự quán ở Greenland (trong ảnh) lần đầu tiên sau hơn 60 năm

Đại sứ Mỹ tại Đan Mạch James P. Cain đã viết vào năm 2007 rằng nền độc lập của Greenland là điều không thể tránh khỏi. Nước Mỹ của ông có cơ hội tác động đến cấu trúc của một quốc gia mới nên chuẩn bị bằng cách liên lạc trực tiếp với Greenland khi hòn đảo này giành được quyền tự chủ. Cain viết: "Các chương trình giáo dục, văn hóa và khoa học đang diễn ra của Mỹ đã củng cố mối quan hệ với đất nước tương lai và đẩy Trung Quốc ra ngoài".

### Đề xuất của Donald Trump
Kể từ năm 2019, trong nhiệm kỳ đầu tiên và ngày càng tăng kể từ khi được bầu vào nhiệm kỳ thứ hai, Tổng thống Mỹ Donald Trump đã nhiều lần và nhất quán khẳng định tuyên bố rằng Hoa Kỳ nên kiểm soát Greenland.